# Hatun Sumaku

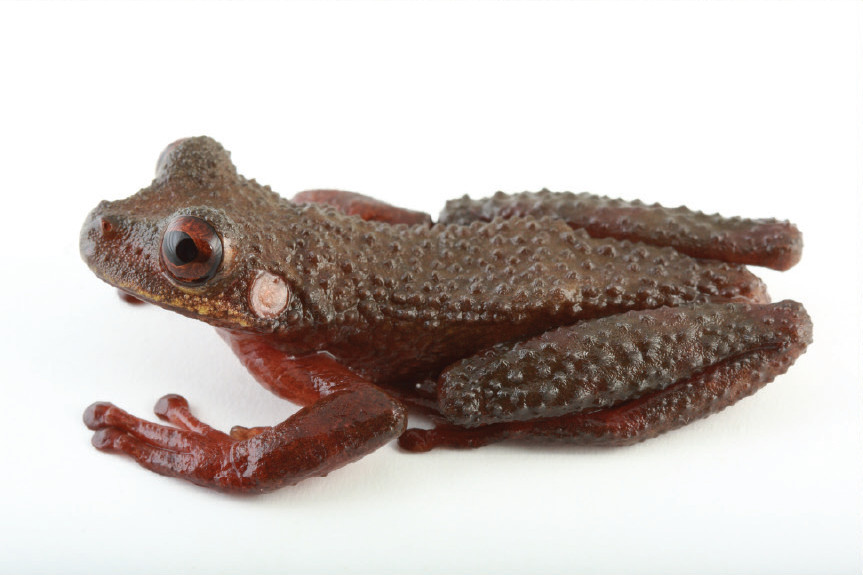
Laubfrosch Osteocephalus verruciger, Fund von Pacto Sumaco

Hatun Sumaku ist eine Ortschaft und eine Parroquia rural („ländliches Kirchspiel“) im Nordosten des Kantons Archidona der ecuadorianischen Provinz Napo. Verwaltungssitz ist die Ortschaft Diez de Agosto (oder Jatun Sumaco). Die Parroquia Hatun Sumaku wurde am 13. Juni 2012 gegründet. Das Gebiet bildete zuvor den nordöstlichen Teil der Parroquia Cotundo. Die Parroquia besitzt eine Fläche von 393 km². Die Einwohnerzahl lag im Jahr 2010 bei 2529. Die Parroquia besteht aus 8 Kommunen (Comunidades): Jatun Sumaco, Wamaní, Wawa Sumaco, Pacto Sumaco, Challwayaku, Pucuno Chico, Volcán Sumaco und Pakchayacu.

## Lage
Die Parroquia Hatun Sumaku liegt in der vorandinen Region am Westrand des Amazonastieflands. Die 930 m hoch gelegene Ortschaft Diez de Agosto befindet sich 35 km ostnordöstlich des Kantonshauptortes Archidona sowie 41 km nordöstlich der Provinzhauptstadt Tena. Die Fernstraße E20 (Quito–Puerto Francisco de Orellana) führt in West-Ost-Richtung durch den Süden der Parroquia und an deren Hauptort Diez de Agosto vorbei. Im Norden erhebt sich der 3990 m hohe Vulkan Sumaco. Das Areal hat eine Längsausdehnung in Nord-Süd-Richtung von etwa 28 km sowie in Ost-West-Richtung von knapp 22 km. Der Westen des Gebietes wird über den Río Hollín nach Süden, der Osten über den Río Pucuno, ein rechter Nebenfluss des Río Huataracu, nach Osten entwässert.
Die Parroquia Hatun Sumaku grenzt im Norden an die Parroquia Sumaco (Kanton Quijos), im Nordosten 
und im Osten an die Provinz Orellana mit den Parroquias San José de Payamino und San Vicente de Huaticocha (beide im Kanton Loreto) sowie im Süden und im Westen an die Parroquia Cotundo.

## Ökologie
Der Norden der Parroquia liegt innerhalb des Nationalparks Sumaco Napo-Galeras. Das Areal weist eine hohe Biodiversität auf. Es gibt in der Parroquia Lodges für Ökotouristen, insbesondere für Vogelbeobachter.